# 双龙营镇
双龙营镇，是中华人民共和国云南省文山壮族苗族自治州丘北县下辖的一个乡镇级行政单位。

## 行政区划
双龙营镇下辖以下地区：
双龙营村、马者龙村、普者黑村、太平村、野猪塘村、雄山村、普格村、文告村、戈寒村、亮山村、平坦村、平龙村和矣则村。